# Forsnäs, Södermanland

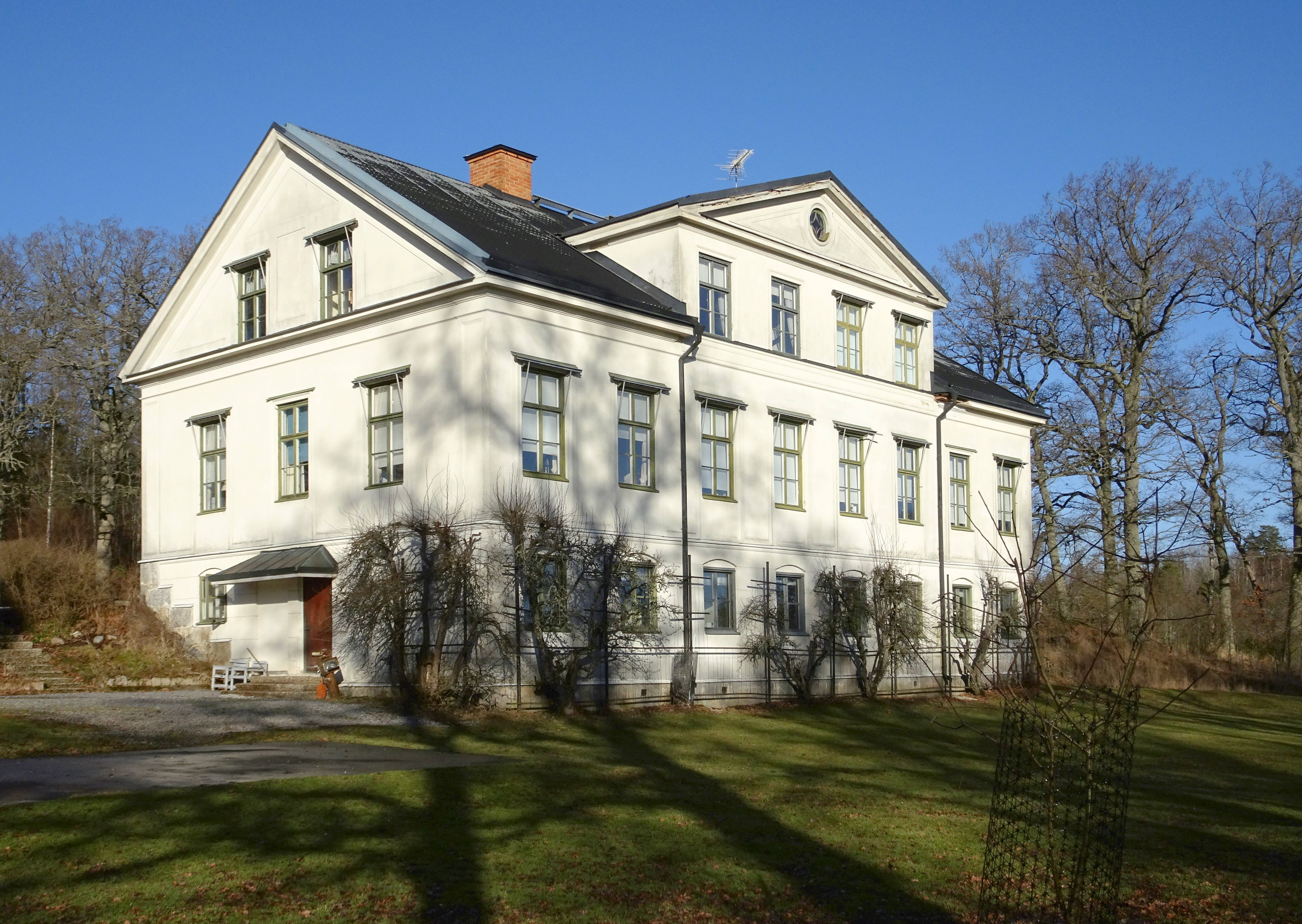
Forsnäs huvudbyggnad, fasad mot sjösidan, februari 2022.

Forsnäs (Snaggesta före 1864) är en herrgård och ett tidigare säteri i Forssa socken i Flens kommun i Södermanland. Gårdens huvudbebyggelse ligger vid en av sjön Urens vikar ungefär 8,5 kilometer sydost om Flen. Enligt kommunen representerar miljön en välbevarad herrgårdsanläggning med prägel från 1800-talets mitt.

## Historia

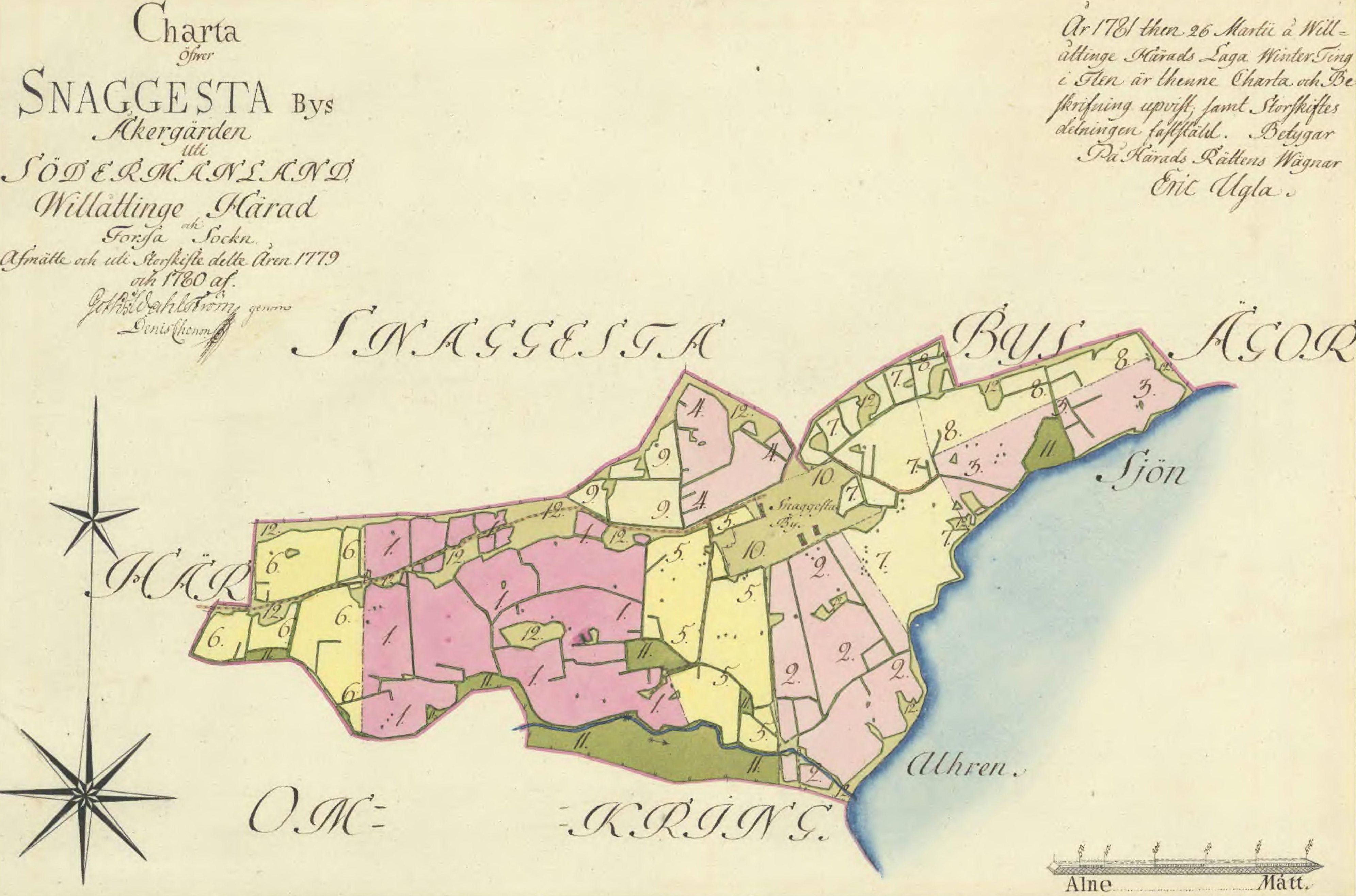
Snaggesta byns åkergärden, 1779.

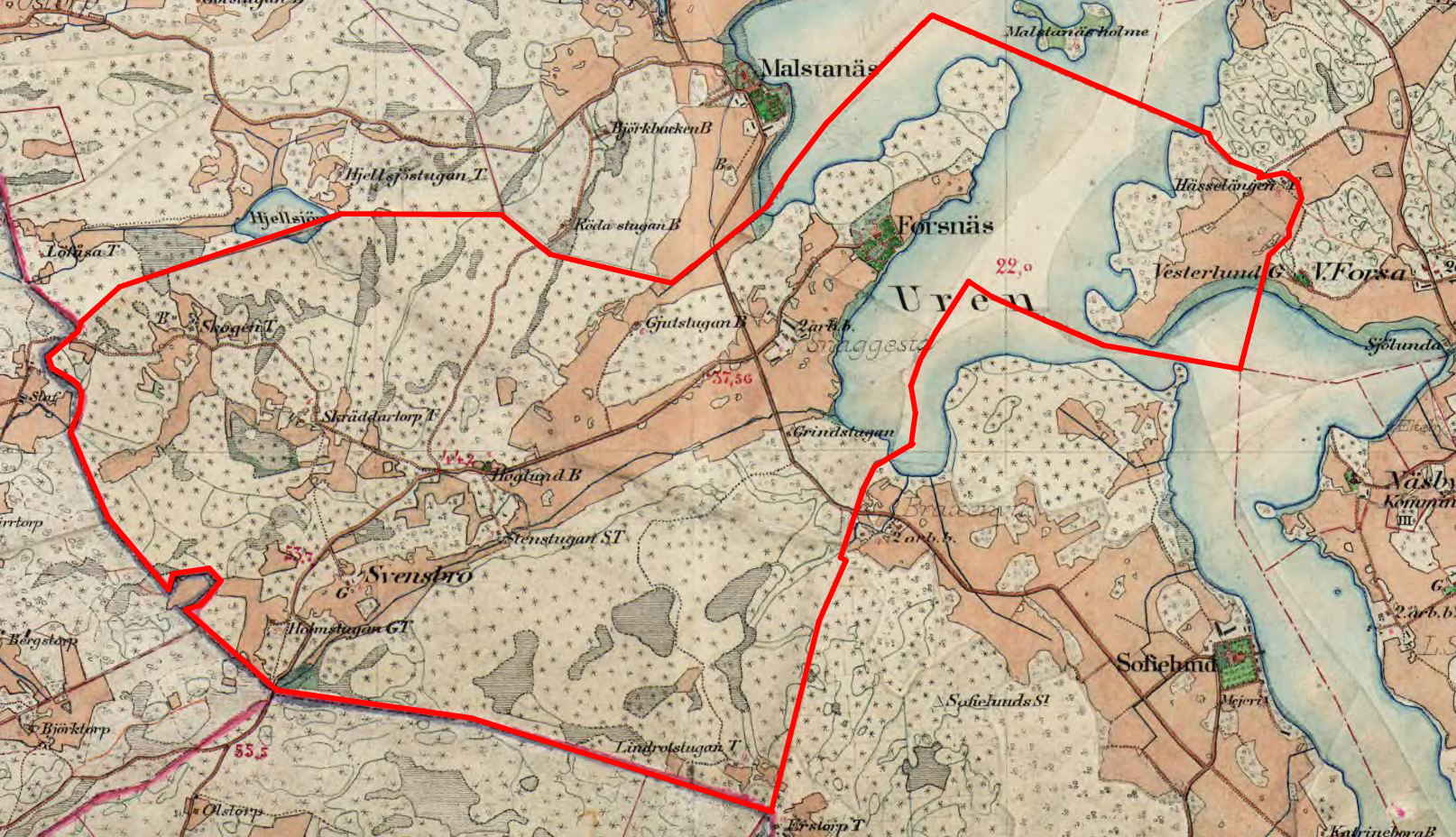
Forsnäs ägor, 1890-tal.

Efterleden ”näs” syftar på den halvön kallad Nästet som är en grusås vilken skjuter ut i sjön Uren. Platsen var bebodd redan på forntiden som flera stensättningar och gravfält kan vittna om. Ett av dem ligger direkt söder om dagens huvudbebyggelse och består av cirka elva fornlämningar. 
Forsnäs ursprungliga namn var Snaggesta som omnämns i skrift redan 1386 då upplåter Peter Djäkn, underlagman i Södermanland, jord i Snaggesta till biskop Tord Gunnarsson i Strängnäs.
Stället var ursprungligen namnet på två frälsehemman som ägdes av Måns Knutsson Roos till Blomberg. Efter att ha tillhört en tid Stäringe (vid södra änden av Uren) kom Snaggesta till kronan och skatteköptes 1707 av Christian Kruse. Därefter lydde Snaggesta för lång tid under Malstanäs, granngården i norr.
Sitt nuvarande namn fick Forsnäs med tillstånd av kammarkollegium den 1 mars 1864. Forsnäs bildades genom försäljning av Snaggesta och ytterligare några mindre gårdar. När gården friköptes av possessionaten Gabriel Wilhelm Julius Forsell anlades en ny huvudbebyggelse på Näset, nordost om gamla Snaggesta. Därefter fanns på Snaggesta gårdens arbetarbostäder och ekonomibyggnader. Forsell hade tidigare bebott Malstanäs som han sålde i samband med flytten till Forsnäs.
Efter familjen Forsell innehades egendomen av godsägaren Adolf Fredrik Hök med hustru Sophia Augusta Wallis. 1931 förvärvades stället av ryttmästaren Oskar Gustaf Magnus Björnstjerna och hans hustru Ingeborg Tamm från Malstanäs. Hon avled 1970 och han 1976 på Forsnäs. Idag bebos Forsnäs av familjen Engström.

### Forsnäs ägor
På 1960-talet omfattade Forsnäs ägor 557 hektar skog och odlingsmark som innefattade hela Näset i Uren samt angränsande vattenområden. Gårdens mark sträckte sig från huvudbebyggelsen huvudsakligen mot väster och sydväst. Idag (2021) har fastigheten Forsnäs 1:10 en area om drygt 1 000 hektar som är utspridd över ett stort område, delvis belägen norr om Flen.

### Bebyggelsen
Corps de logi utformades som en ståtlig herrgårdsbyggnad invid sjöstranden. Huset är uppfört i timmer runt 1860–1864. Det är åtta fönsteraxlar lång och tre fönsteraxlar bred. Huset har reveterade fasader i två våningar mot sjön och, på grund av sluttningen, en våning åt norr. Fasaderna accentueras av frontespiser på båda långsidor, den mot sjösidan är präktigare med fyra fönsteraxlars bredd, den mot landsidan har två. Byggherre var Gabriel Wilhelm Julius Forsell som tidigare bebott Malstanäs. 1936–1939 reparerades och moderniserades corps de logi när Magnus Björnstjerna var ägare.
Ekonomigården ligger intill landsvägen ungefär där Snaggestas tidigare huvudbebyggelse en gång fanns. Gårdens ekonomibyggnader domineras av traditionella, faluröda ladugårdar i trä som moderniserats för stordrift under 1900-talet. Vid uppfarten anlades en allé på senare datum.

Exteriörbilder
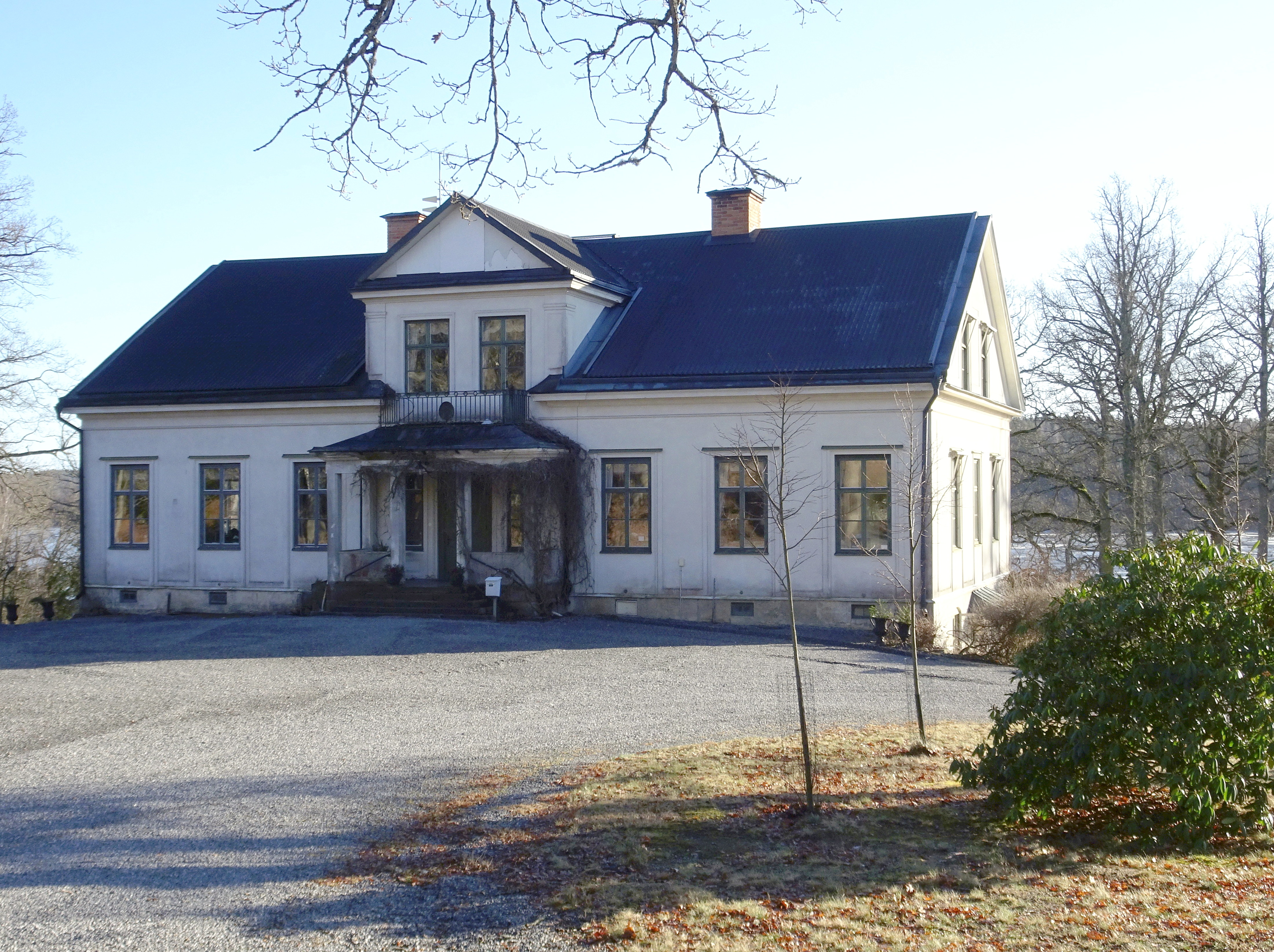
Huvudbyggnaden, entrésidan.
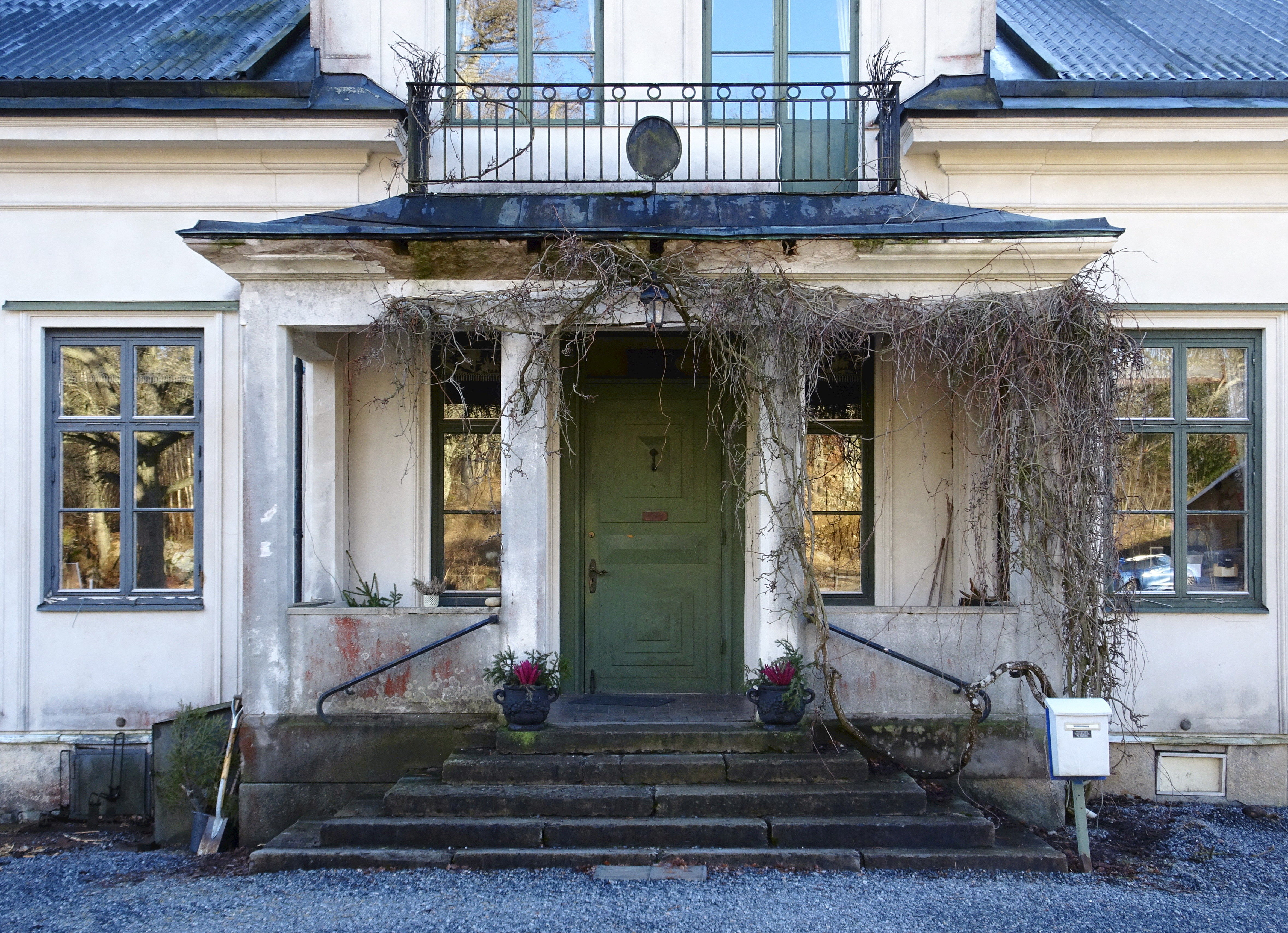
Huvudbyggnaden, entrén.
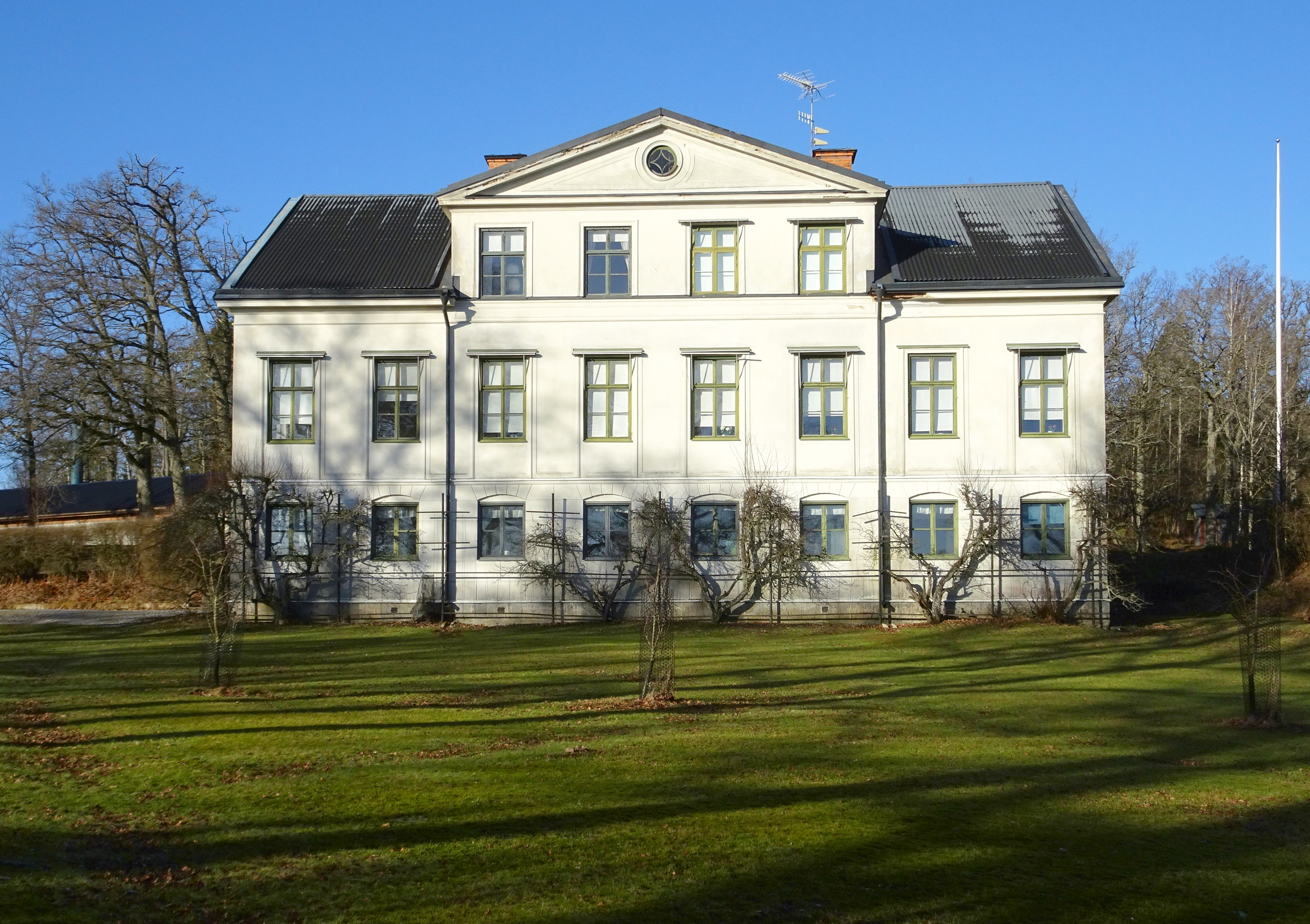
Huvudbyggnad, sjösidan.
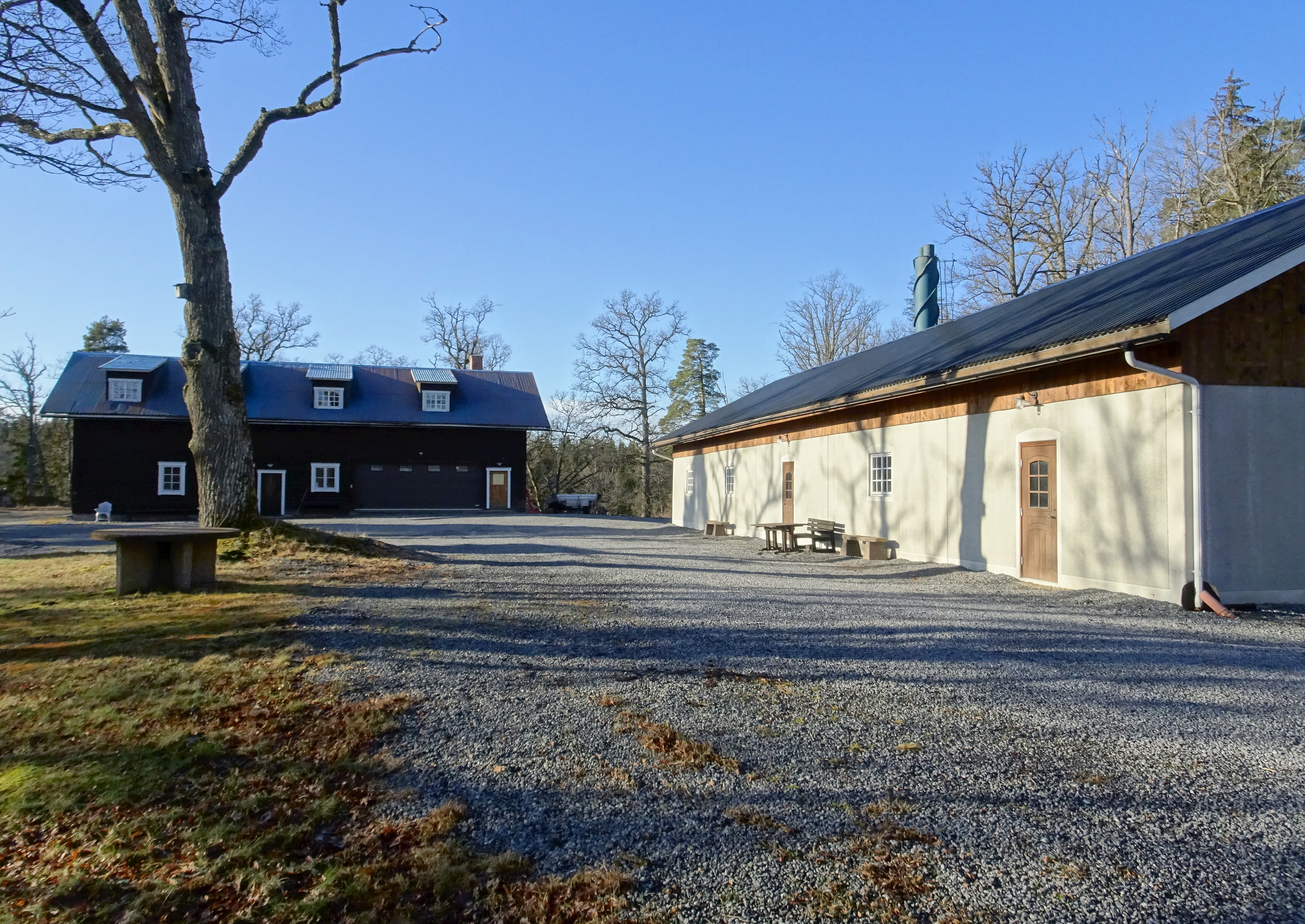
Gårdens ekonomibyggnader.

### Interiör
I samband med arbetena för samlingsverket Slott och herresäten i Sverige besöktes gården 1967 av konsthistorikern Bengt G. Söderberg som även beskrev interiören. Vid den tiden hade den stora salongen övervägande 1700-talsprägel. Här fanns bland annat en elegant rokokobyrå, sannolikt tillverkad av Christian Linning och en något större rokokobyrå formgiven av Christopher Tietze. Den märkligaste möbeln var dock ett svart nederländskt barockskåp på hög fotställning med en skuren puttofris upptill och reliefer i dörrfälten som hade sin förlaga i en av Peter Paul Rubens målningar. I trappuppgången fanns, enligt Söderberg, husets kanske största sevärdhet, en stor målning av flamländaren Frans Snyders visande en slaktscen med en upphängd vildsvinskropp.

### Interiörbilder
Fotografen Erik Liljeroth gjorde 1965 och 1968 en serie interiörbilder på Forsnäs när familjen Björnstjerna bebodde gården. Bildserien togs i samband  med bokpublikationen Slott och herresäten i Sverige (Södermanland del 1). Dessa fotografier digitaliserades 2020. Inscanningen gjordes genom fotografering med digital systemkamera där originalnegativet i storlek 6x6 cm placerades i en negativhållare liggande på ett så kallat ljusbord. Det var ett samarbetsprojekt mellan Nordiska museet och Riksarkivet med målet att testa och utforska metoder för hur analoga bildarkiv kan massdigitiseras.

Liljeroths interiörbilder
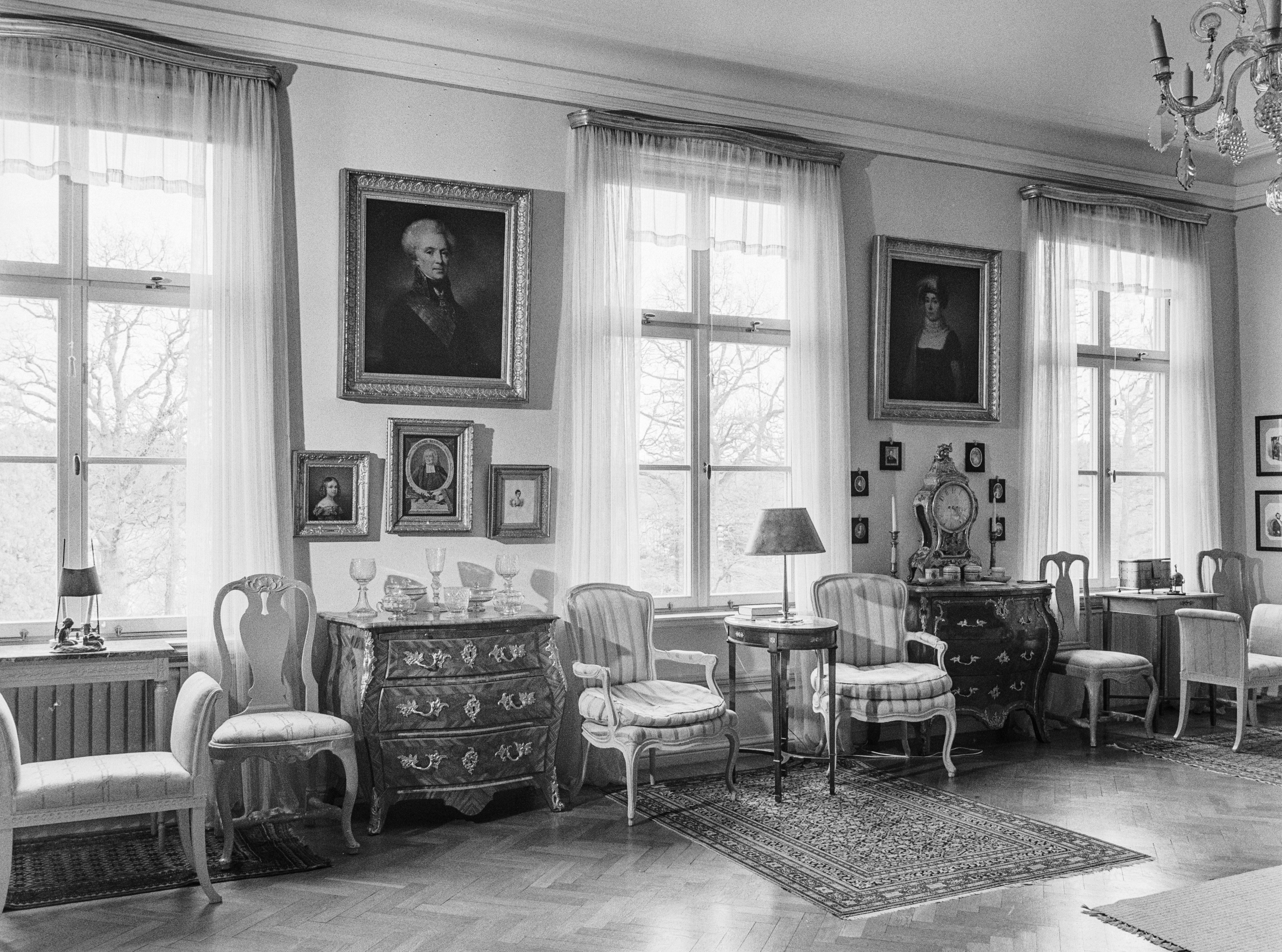
Stora salongen med Christian Linnings och Christopher Tietzes rokokobyråer.
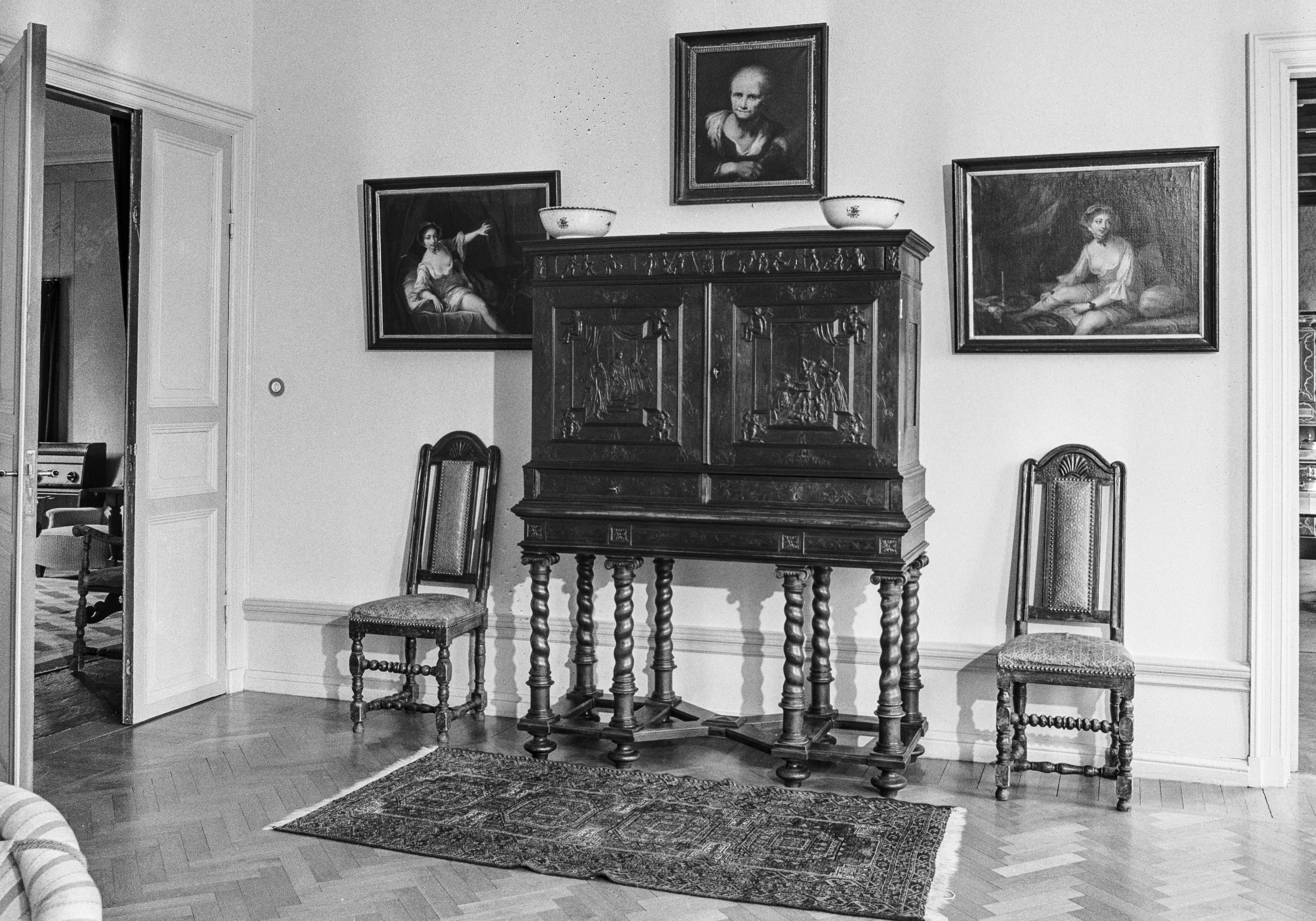
Barockskåpet i stora salongen på bottenvåningen.
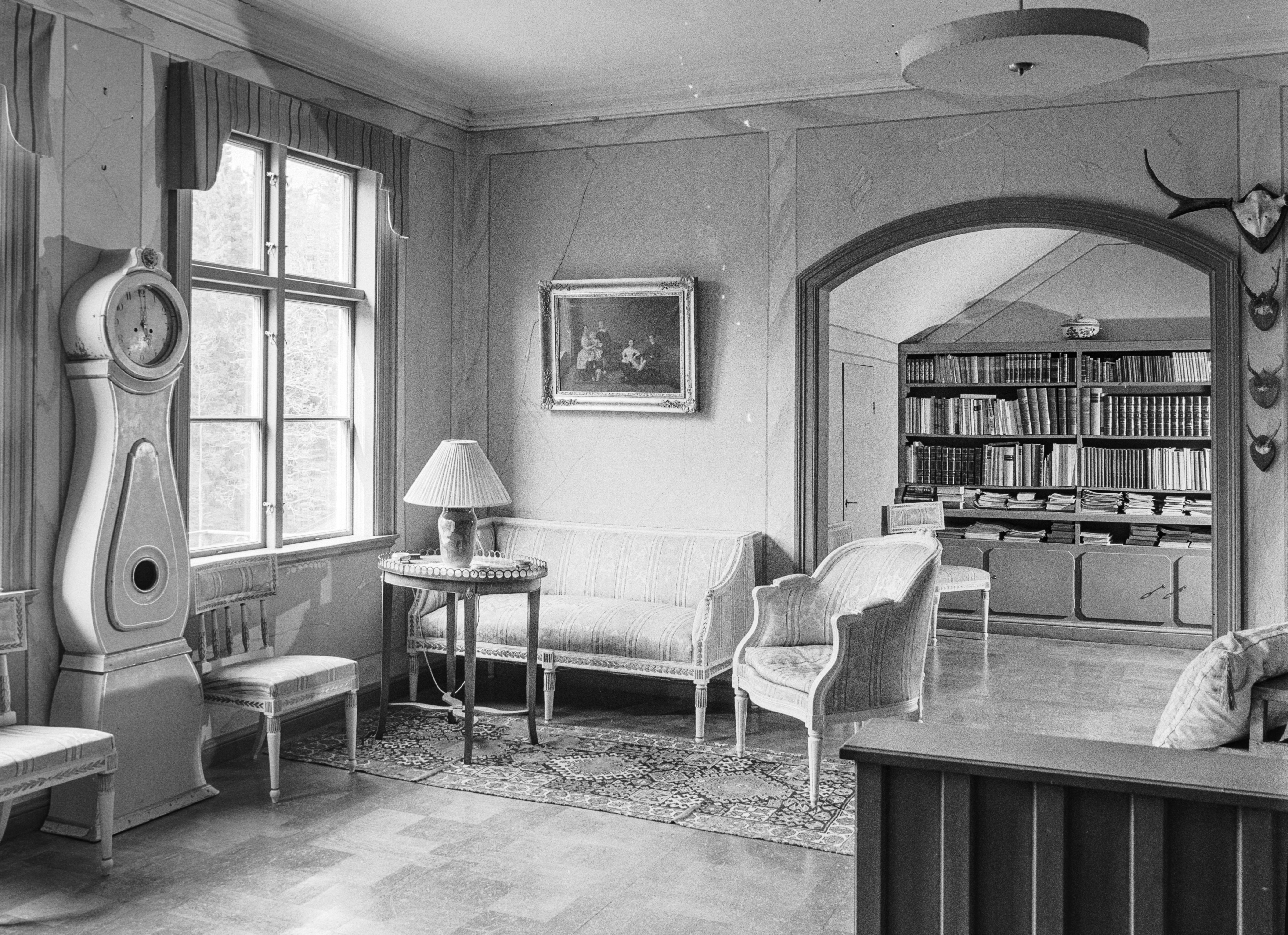
Lilla salongen och biblioteket på övervåningen.
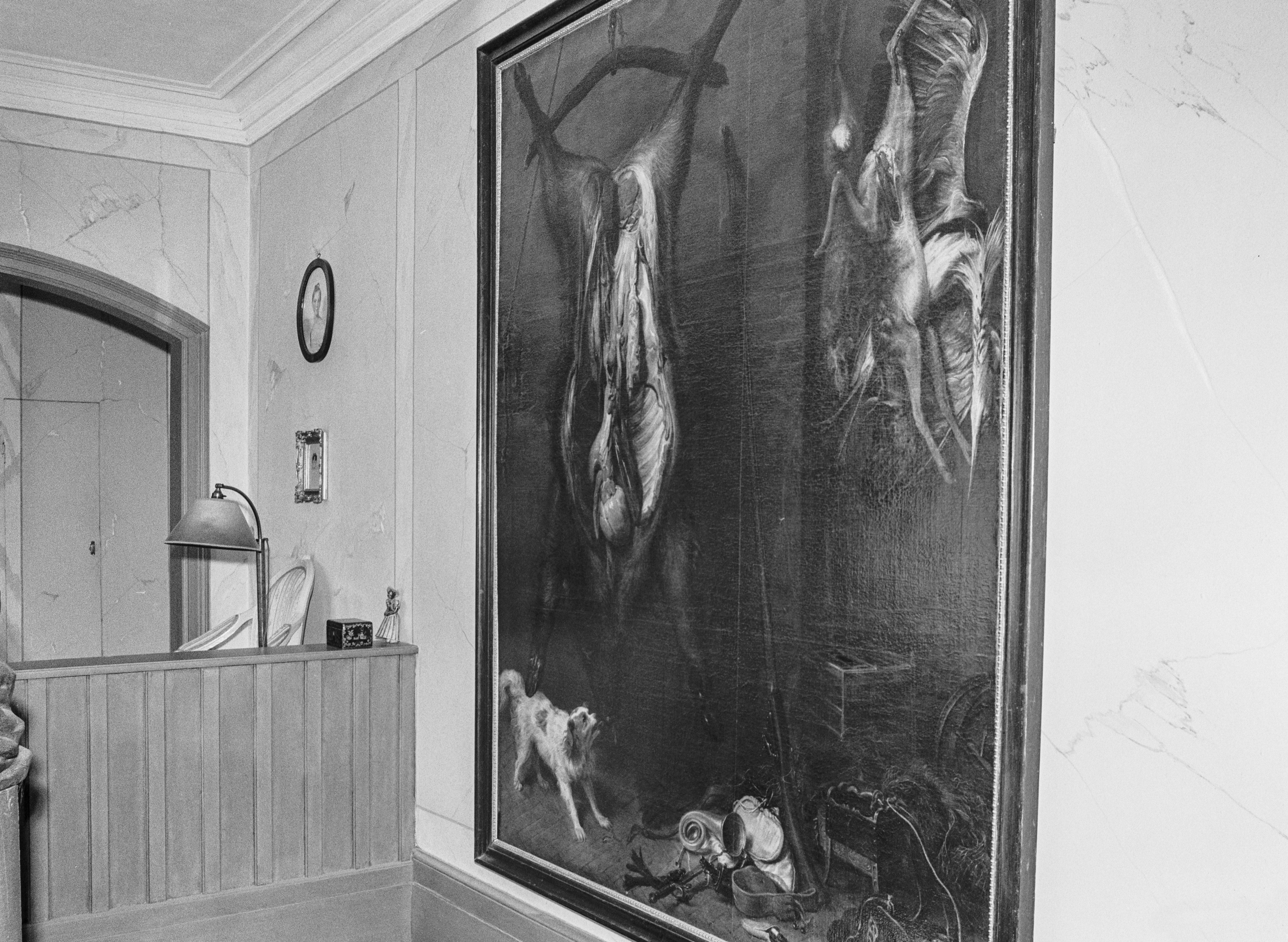
Frans Snyders slaktscen i trappuppgången.